# Карликовая сфероидальная галактика

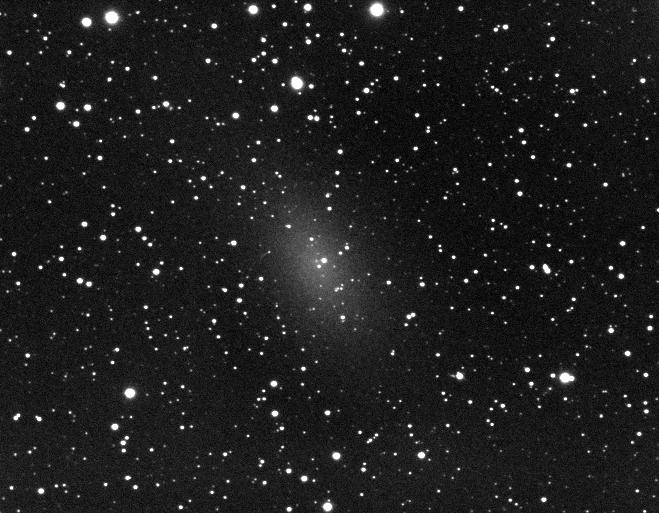
NGC 147 — карликовая сфероидальная галактика в Местной группе

Карликовая сфероидальная галактика (dSph) — астрономическое понятие, характеризующее карликовые галактики почти сферической формы преимущественно низкой поверхностной яркости. В местной группе галактик dSph выступают в роли спутников нашей галактики или M31.
Первые dSph-галактики были открыты Х. Шепли в конце 30-х годов XX в. Это хорошо известные галактики в Скульпторе и Печи. До 2005 года было открыто всего 9 подобных галактик. К 2008 году на снимках Слоановского цифрового обзора неба было выявлено ещё 11 карликовых сфероидальных галактик, которые радикально изменили наше понимание природы этих галактик и указали дальнейшее направление исследований.
Карликовые сфероидальные галактики похожи на dE-галактики по своему внешнему виду и таким свойствам, как полное или почти полное отсутствие газа и пыли или недавно закончившееся звездообразование. Они примерно шарообразной формы. В основном, имеют очень низкую поверхностную яркость.
Недавние исследования показали, что большинство dE-галактик (в том числе и dSph) обладает свойствами, которые сближают их не столько с эллиптическими, сколько с неправильными и поздними типами спиральных галактик.
dSph-галактики могут оказаться одним из самых распространённых типов галактик во вселенной. Малое число обнаруженных таких галактик — это следствие их чрезвычайно низкой поверхностной яркости. В силу их небольшой светимости ряд учёных предполагает, что карликовые эллиптические галактики не что иное, как очень большие шаровые скопления. Однако, исследования движений звёзд в карликовых сфероидальных галактиках показали, что вириальная масса галактик много больше, чем масса, получаемая из прямого подсчёта звёзд. Согласно ΛCDM-модели это явный признак того, что dSph содержат большое количество тёмной материи, присутствие которой является свидетельством в пользу того, что dSph нужно классифицировать именно как галактики. Другим свидетельством того, что dSph являются галактиками может выступать то, что в некоторых из них обнаружены шаровые скопления.